# Riu Coe
El Riu Coe (en gaèlic escocès Comhan) neix a la base nord-oriental de Buachaille Etive Beag i flueix cap a l'oest al llarg de Glen Coe, Escòcia. Després de cascades espectaculars al Pas de Glen Coe corre a través del petit Loch Achtriochtan abans de girar cap al nord-oest. Llavors passa pel lloc de la Massacre de Glencoe i passa a través del poble de Glencoe, poc abans de desembocar al loch marí de Loch Leven (una braç marí del Loch Linnhe) a Invercoe. El riu té una llargada total de 5 kilòmetres.